# Sabatieria mortenseni
Sabatieria mortenseni är en rundmaskart som först beskrevs av E. Ditlevsen 1921.  Sabatieria mortenseni ingår i släktet Sabatieria och familjen Comesomatidae. Inga underarter finns listade i Catalogue of Life.